# Río Arlanzón
El río Arlanzón es un río de España, afluente del río Arlanza, pertenecientes ambos a la cuenca del Duero. Nace en la sierra de la Demanda, zona montañosa situada en el sureste de la provincia de Burgos. Atraviesa el norte de Castilla y León, pasando por Burgos y dividiendo a la capital de provincia en dos. Posee una longitud de 131 km y su caudal medio se ubica en torno a los 4.4 m³/segundo.

## Toponimia

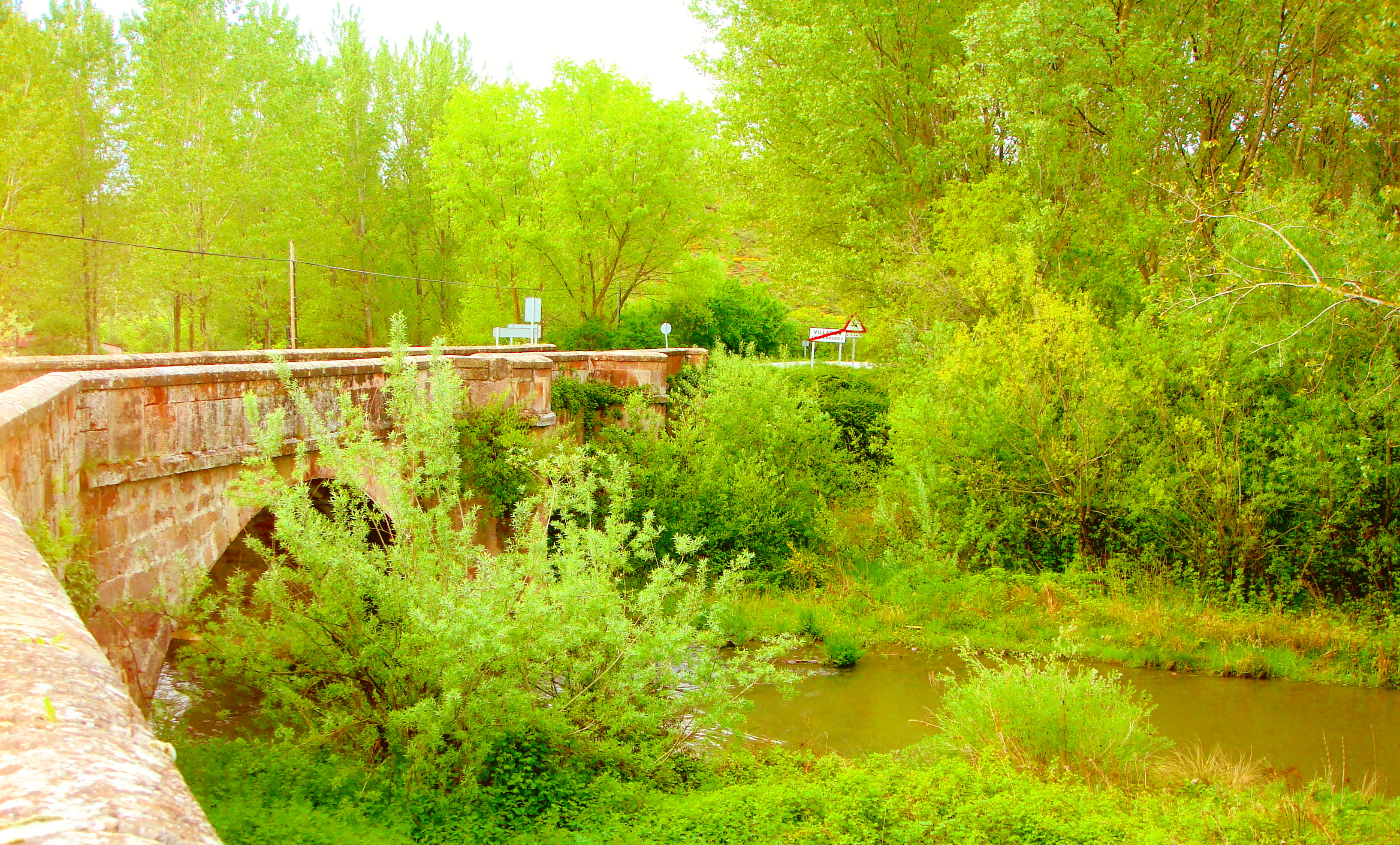
Río Arlanzón a su paso por la localidad de Villasur de Herreros.

Para el prof. G.T.A.,[¿quién?] es indudable que Aslanzón o Arlanzón, desde mediados del siglo XII, es un aumentativo del hidrónimo celta Aslanza o Arlanza, para indicar que es como él, pero más importante o principal; posiblemente sea una pervivencia nominal y local desde la Edad Antigua, o lo hayan traído los repobladores medievales, vía el (As-)Arlanza, desde el Norte. Su significado, por lo tanto, sería equivalente a  mayor, más importante o principal que el (As-)Arlanza; y por esto tendría , en aumentativo, el mismo significado que él: que podría ser '(Río o Valle - largo o alargado, pero mayor o más grande que el (As-)Ar-lanza; o seguramente Río o Valle ancho, pero  mayor o más grande que el (As-)Ar-(a)l(a)- anza.

## Curso
El nacimiento del río se sitúa en la falda sur del Pico San Millán (2131 metros sobre el nivel del mar) de la Sierra de la Demanda, en un punto entre el norte del Puerto del Manquillo y el sur del Cerro El Duengo. En concreto nace en la Fuente de Tañuelos a una cota cercana a los 1700 m s.n.m., dentro del término municipal de la localidad burgalesa de Riocavado de la Sierra.
Según la Confederación Hidrográfica del Duero (CHD), el Alto Arlanzón presenta entre su nacimiento y el embalse del Arlanzón, aguas abajo de Pineda de la Sierra, una dirección sureste-noroeste siguiendo la traza de una gran fractura que corta, según una tectónica “en teclas de piano”, el macizo paleozoico de la Sierra de la Demanda. La fractura presenta un labio hundido suroeste, a cuyo favor se han preservado materiales de la cobertera post-hercínica (Carbonífero Westfaliense y Triásico). Aguas abajo del embalse del Arlanzón el río penetra en la Depresión terciaria del Duero, adoptando una dirección este-oeste. El Arlanzón surca materiales pizarrosos y cuarcíticos cámbricos en su parte alta sobre los que labra un valle de alta montaña en “V” y, en el entorno de Pineda de la Sierra, carboníferos y triásicos, dando como resultado un valle más abierto (dada la menor resistencia a la erosión de ellos). Los mencionados valles y fracturas separan, pues, dos grandes áreas montañosas de líneas de cumbres cercanas o superiores a los 2000 m s.n.m.: la del Pico San Millán y San Lorenzo al norte, y la del Pico Mencilla al sur.
Los embalses de Arlanzón y de Uzquiza, situados antes de su paso por la ciudad de Burgos, se encargan de regular el caudal del río.
Desemboca en el Arlanza poco antes de que este lo haga en el Pisuerga. El río atraviesa puentes como por ejemplo el puente de Arlanzón o el puente de san Amaro.
Según el Segundo Inventario Forestal Nacional (ICONA, 1994), la cuenca del río Arlanzón está compuesta principalmente por terreno forestal (53,3%) y cultivos (43,8%). La zona forestal está localizada en la cabecera del río.
El río Arlanzón y su nivel freático fue el responsable hídrico y geomorfológico de la creación de las cuevas y la red de galerías de la sierra de Atapuerca en el Pleistoceno. Se han datado restos humanos en los yacimientos de la sierra de Atapuerca con más de 1 000 000 de años de antigüedad. Según las investigaciones arqueopaleontológicas, hasta la fecha hay restos óseos humanos de cuatro especies distintas: Homo antecessor (Pleistoceno Inferior), Homo heidelbergensis (Pleistoceno Medio), Homo neanderthalensis (Pleistoceno Superior) y Homo sapiens (Holoceno), lo cual se correlaciona con los análisis geoespaciales de distribución de asentamientos realizados en la cuenca del río Arlanzón. Del mismo modo, el valle del río Arlanzón contiene numerosos asentamientos prehistóricos del Neolítico (VI al IV milenio a. C.), Calcolítico (III milenio a. C.) y Edad del Bronce (II milenio a. C.).
Aparece descrito en el segundo volumen del Diccionario geográfico-estadístico-histórico de España y sus posesiones de Ultramar de Pascual Madoz con las siguientes palabras:

ARLANZON: r. en la prov. de Búrgos, y part. jud. de Belorado; nace en la sierra de Pineda á 6 leg. de Búrgos y mas arriba de Villarobe: corre por entre dicha c. y su arrabal, donde suele entrar en tiempo de las crecientes que le ocasionan las lluvias y nieves; sigue hácia San Mamés y Burriel, que quedan á su izq., recibiendo mas abajo de esta v. las aguas del Arios: entra en el part. jud. de Castrojeriz, despues de fertilizar los campos del de Búrgos, por junto á la célebres y ant. v. de Pampliega; un poco antes de llegar á ella da impulso á 1 molino harinero titulado la Comba, de gran nombradía por las muchas y escelentes anguilas que á su inmediacion se pescan; y á las 100 varas mueve otro muy pequeño, tambien harinero, en cuya parte superior se halla el puente de piedra de la v., muy ant. y deteriorado; sigue su curso hasta entrarse en el térm. de Palazuelos, 1/4 de leg. de Pampliega, donde tambien da vida á otro molino harinero; desciende en seguida hácia los térm. de Barrio, Belbimbre y Villazepeque, hasta llegar á los de Villaverde-Magina y los Valvases, entre los que mueve 2 molinos harineros y 1 batan: entre el último de estos pueblos deja el Arlanzon la prov. de Búrgos, y se interna en la de Palencia, inmediato á Villodrigo, pobl. del part. de Astudillo; contiguo al indicado pueblo hay un buen molino de 3 piedras y un mal puente de 8 ojos, con las cepas de piedra y el pico de madera, que se compuso durante la guerra de la Independencia; á la salida del térm. de Villodrigo vuelve otra vez el r. que se describe á la prov. de Búrgos, atravesando los térm. de Revilla-Vallegera y Valles, pueblos del part. de Castrogeriz, en el térm. del Revilla fertiliza unas pocas huertas de hortaliza y varios guindos de muy mala especie, encontrándose inmediato á los antedichos pueblos 1 molino harinero, que fué de los premostratenses de Salamanca, y hoy de un particular, que lo reedificó en el año 1843: abandona segunda vez el Arlanzon la prov. de Búrgos para volver á entrar en la de Palencia cerca de Palenzuela, pueblo del part. de Baltanás: á la 1/2 leg. escasa, donde estan la venta y conv. de monjas del Moral, y junto á un hermoso rollo de piedra, se verifica la confluencia del Arlanza con este r., encontrándose antes 1 puente llamado del Moral por estar cerca del conv. de este nombre, el cual se halla completamente inservible por haberle abandonado el r. separándose de su álveo; sigue despues su curso por entre los térm. de Herrera de Valdecañas y el monte y deh. de Villandrando, que corresponde al part. de Astudillo, y al ir á entrar en el térm. de Cordovilla, da impulso á un pequeño molino harinero perteneciente á Herrera; y entre aquel pueblo y el de Torquemada, á 2 leg. de su union con el Arlanza, desemboca en el Pisuerga. El r. que nos ocupa lleva siempre la misma cantidad de aguas en corta diferencia que aquel, ofreciendo tantos ó mas vados que él en la estacion calorosa; sus aguas no se aprovechan para el riego, á no ser en algunos pueblos de la prov. de Búrgos, que los moradores usan de ellas para la sementera y crecimiento del lino, y para abonar algunas huertas. En todo su curso suministra la misma pesca que el Arlanza, pero mas abundante, especialmente la anguila.
(Madoz, 1845, p. 567)

## Afluentes

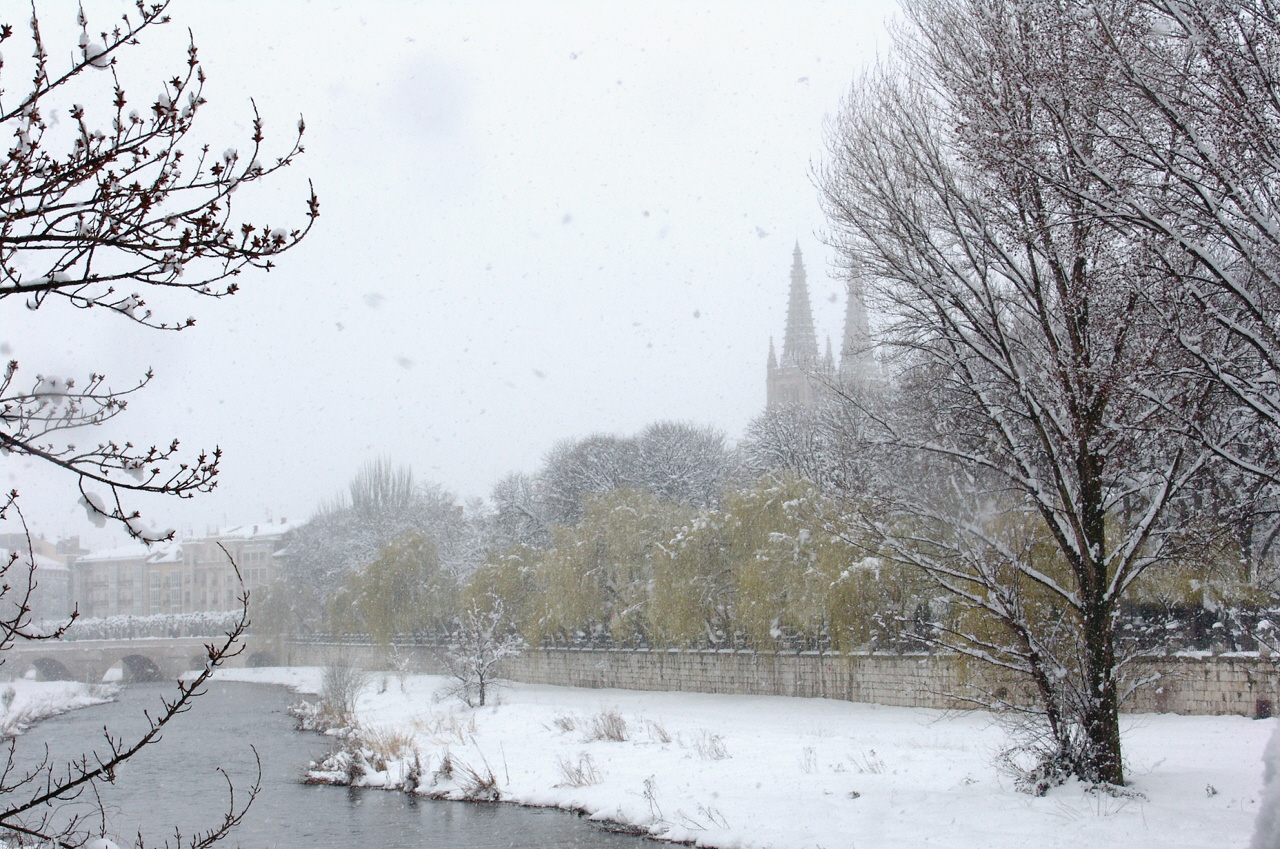
El Arlanzón nevado a su paso por Burgos.

| - Por la izquierda - Río Cueva - Río Cardeñadijo - Río de los Ausines - Río Cogollos | - Por la derecha - Río Tranco - Río Valdecarros - Río Pico - Río Vena - Río Ubierna - Río Úrbel - Río del Caballo - Río Hormazuela |

## Localidades que atraviesa

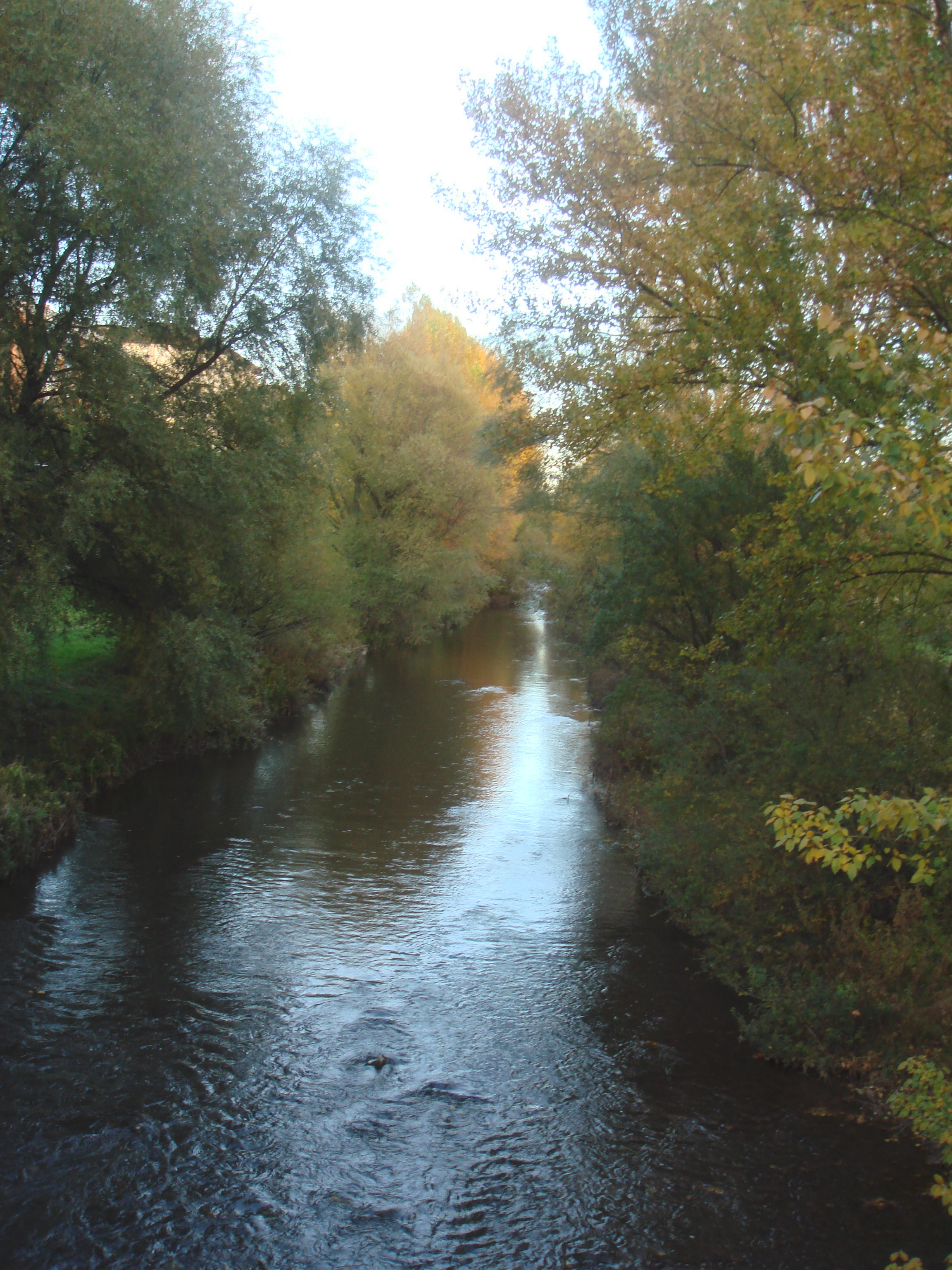
Vista del río a su paso por la ciudad de Burgos, 2007.

El río Arlanzón atraviesa las siguientes localidades:
- Pineda de la Sierra
- Villasur de Herreros
- Arlanzón
- Ibeas de Juarros
- San Millán de Juarros
- Castañares (Burgos)
- Burgos
- Villalbilla de Burgos
- Buniel
- Frandovínez
- Estépar
- Pampliega